# Aphanotrigonum huttoni
Aphanotrigonum huttoni är en tvåvingeart som först beskrevs av Malloch 1931.  Aphanotrigonum huttoni ingår i släktet Aphanotrigonum och familjen fritflugor. Inga underarter finns listade i Catalogue of Life.